# Epik High
Az Epik High (hangul: 에픽하이, Ephik Hai, RR: Epik Hai) 2001-ben alakult dél-koreai hiphop együttes, melyet az ország egyik legprominensebb hiphopegyütteseként tartanak számon. 2012 óta a YG Entertainment a kiadójuk.

## Tagjai
| Művésznév  | Művésznév | Születési név                 | Születési név | Becenév    | Születési dátum              |
| Név        | Hangul    | Átírt                         | Hangul        | Becenév    | Születési dátum              |
| ---------- | --------- | ----------------------------- | ------------- | ---------- | ---------------------------- |
| Tablo      | 타블로    | I Szonung (Lee Seon-woong)    | 이선웅        | Supreme T  | 1980. július 22. (44 éves)   |
| Mithra Jin | 미쓰라 진 | Cshö Dzsin (Choi Jin)         | 최진          | Sleeping M | 1983. január 6. (42 éves)    |
| DJ Tukutz  | DJ 투컷   | Kim Dzsongsik (Kim Jeong-sik) | 김정식        | Street T   | 1981. november 19. (43 éves) |

## Diszkográfia

### Stúdióalbumok
- 2003: Map of the Human Soul
- 2004: High Society
- 2005: Swan Songs
- 2007: Remapping the Human Soul
- 2008: Pieces, Part One
- 2009: (e)
- 2012: 99
- 2014: Shoebox